# Cantó de Clères
El cantó de Clères és un cantó francès del departament del Sena Marítim, situat al districte de Rouen. Té 22 municipis i el cap és Clères.

## Municipis
- Anceaumeville
- Authieux-Ratiéville
- Le Bocasse
- Bosc-Guérard-Saint-Adrien
- Cailly
- Claville-Motteville
- Clères
- Eslettes
- Esteville
- Fontaine-le-Bourg
- Frichemesnil
- Grugny
- La Houssaye-Béranger
- Mont-Cauvaire
- Montville
- Quincampoix
- La Rue-Saint-Pierre
- Saint-André-sur-Cailly
- Saint-Georges-sur-Fontaine
- Saint-Germain-sous-Cailly
- Sierville
- Yquebeuf

## Història
| Data d'elecció                           | Identitat     | Partit                                   | Qualitat |
| ---------------------------------------- | ------------- | ---------------------------------------- | -------- |
| 1945-1964                                | M. Alexandre  | radical, després Divers droite           |          |
| 1964-1993                                | André Martin  | Divers droite, després PSDF, després UDF |          |
| 1993-                                    | Pascal Martin | UMP-radical                              |          |
| les dades anteriors no són pas conegudes |               |                                          |          |
|                                          |               |                                          |          |

## Demografia
| A partir de 1990: Població sense dobles comptes |